# William Russell (Lord Mayor)
Sir William Anthony Bowater Russell (Londra, 15 aprile 1965) è un banchiere e filantropo britannico. 
È stato Lord sindaco di Londra dal 2019 a 2021.

## Biografia
Educato al Eton College, il fu poi istruito presso la università di Durham.
Era vicepresidente del Merrill Lynch a Londra. Nel 2013 Russell divenne aldermanno della Città e da 2016 a 2017 era sceriffo di Londra.
Il 9 novembre 2019 si è insediato prima della sfilata di Lord sindaco della Città, in carica fino al 13 novembre 2021 come Lord Mayor of London, dopo nominato Knight Bachelor.
Nel 2024/25 è maestro della venerabile compagnia degli Setaioli di Londra.